# Erzbistum Tulancingo
Das Erzbistum Tulancingo (lat.: Archidioecesis Tulancingensis, span.: Arquidiócesis de Tulancingo) ist eine in Mexiko gelegene römisch-katholische Erzdiözese mit Sitz in Tulancingo de Bravo.

## Geschichte
Das Bistum Tulancingo wurde am 26. Januar 1863 durch Papst Pius IX. aus Gebietsabtretungen des Erzbistums Mexiko-Stadt errichtet und diesem als Suffraganbistum unterstellt. Am 24. November 1922 gab das Bistum Tulancingo Teile seines Territoriums zur Gründung des mit der Apostolischen Konstitution Inter negotia errichteten Bistums Huejutla ab. Weitere Gebietsabtretungen erfolgten am 27. Februar 1961 zur Gründung des mit der Apostolischen Konstitution Postulant quandoque errichteten Bistums Tula und am 9. Juni 1962 zur Gründung des mit der Apostolischen Konstitution Non latet errichteten Bistums Tuxpan.
Am 25. November 2006 wurde das Bistum Tulancingo durch Papst Benedikt XVI. mit der Apostolischen Konstitution Mexicani populi zum Erzbistum erhoben.

## Ordinarien

### Bischöfe von Tulancingo
- Juan Bautista de Ormeachea y Ernáez, 1863–1884
- Agustín de Jesús Torres y Hernandez CM, 1885–1889
- José María Armas y Rosales, 1891–1898
- Maximiano Reynoso y del Corral, 1898–1902
- José Mora y del Rio, 1901–1907, dann Bischof von León
- José Juan de Jésus Herrera y Piña, 1907–1921, dann Erzbischof von Linares o Nuevo León
- Vicente Castellanos y Núñez, 1921–1932
- Luis María Altamirano y Bulnes, 1933–1937, dann Koadjutorerzbischof von Morelia
- Miguel Darío Miranda y Gómez, 1937–1955, dann Koadjutorerzbischof von Mexiko-Stadt
- Adalberto Almeida y Merino, 1956–1962, dann Bischof von Zacatecas
- José Esaúl Robles Jiménez, 1962–1974, dann Bischof von Zamora
- Pedro Aranda Díaz-Muñoz, 1975–2006

### Erzbischöfe von Tulancingo
- Pedro Aranda Díaz-Muñoz, 2006–2008
- Domingo Díaz Martínez, 2008–2024
- Oscar Roberto Domínguez Couttolenc MG, seit 2024